# Tòa Hình sự Quốc tế phát lệnh bắt Putin
Tòa án Hình sự Quốc tế (ICC) ban hành lệnh bắt giữ đối với Vladimir Putin, Tổng thống Nga và Maria Alekseyevna Lvova-Belova, Ủy viên về Quyền Trẻ em tại Văn phòng Tổng thống Liên bang Nga, vào ngày 17 tháng 3 năm 2023, cáo buộc việc trục xuất và chuyển giao bất hợp pháp trẻ em từ các khu vực của Ukraina bị chiếm đóng sang Liên bang Nga trong Cuộc xâm lược Ukraina của Nga. Đây là lệnh bắt giam đầu tiên chống lại nhà lãnh đạo của một thành viên thường trực của Hội đồng Bảo an Liên Hợp Quốc.
123 quốc gia thành viên của ICC có nghĩa vụ giam giữ và giao Putin cho tòa án nếu ông ta đặt chân lên lãnh thổ của họ.

## Bối cảnh

### Tòa Hình sự Quốc tế
Tòa án Hình sự Quốc tế (ICC) là một tòa án quốc tế nằm ở Den Haag, Hà Lan. Toà án, với 123 quốc gia thành viên, không có lực lượng cảnh sát riêng và thường dựa vào các nước thành viên để bắt giữ và chuyển giao các nghi phạm đến Den Haag để xét xử.
Cả Ukraina và Nga đều không là thành viên của tòa án; Nga đã rút chữ ký của mình vào năm 2016 sau một báo cáo phân loại việc sáp nhập Krym vào Nga là một cuộc chiếm đóng. Về phần của Ukraina, họ đã trao quyền tài phán của Tòa án Hình sự Quốc tế trên lãnh thổ của mình và công tố viên Tòa án Hình sự Quốc tế Karim Khan đã đến thăm nước này bốn lần kể từ khi mở cuộc điều tra một năm trước.

### Nga xâm lược Ukraina từ 2022 cho đến nay
Vào ngày 24 tháng 2 năm 2022, Nga đã tấn công và chiếm các khu vực của Ukraina trong một cuộc leo thang lớn của Chiến tranh Nga-Ukraina, bắt đầu vào năm 2014. Trong cuộc xâm lược, Nga đã bắt cóc hàng ngàn trẻ em Ukraina.

## Chi tiết
Ukraina cho biết hơn 16.000 trẻ em đã bị dời chuyển trái phép sang Nga hoặc các vùng lãnh thổ do Nga chiếm đóng ở Ukraina.
Một báo cáo của các nhà nghiên cứu ở Đại học Yale vào tháng trước cho biết Nga đã giam giữ ít nhất 6.000 trẻ em Ukraina tại các địa điểm ở Krym, bán đảo của Ukraina mà Moskva đã chiếm và sáp nhập vào năm 2014. Báo cáo xác định ít nhất 43 trại và các cơ sở khác nơi trẻ em Ukraina bị giam giữ là một phần của "mạng lưới có hệ thống quy mô lớn" do Moscow điều hành kể từ cuộc xâm lược Ukraina vào tháng 2 năm 2022.
Tuyên bố của tòa án nói rằng, “có cơ sở hợp lý" để tin rằng ông Putin "phải chịu trách nhiệm hình sự cá nhân" đối với các vụ bắt cóc trẻ em “vì đã thực hiện hành vi trực tiếp, cùng với những người khác và/ hoặc thông qua những người khác và đã không kiểm soát đúng đắn đối với cấp dưới dân sự và quân sự đã thực hiện các hành vi đó”. Theo giải thích của Tòa án trong một thông cáo, thông báo ban hành lệnh bắt giữ được đưa ra nhằm tìm cách ngăn chặn những tội ác tương tự trong tương lai.
Nga không che giấu chương trình đưa hàng nghìn trẻ em Ukraina đến Nga, nhưng nói đây là một chiến dịch nhân đạo để bảo vệ trẻ mồ côi và trẻ em bị bỏ rơi trong vùng xung đột.
Ông Putin là tổng thống đương nhiệm thứ ba bị ICC ra trát bắt, sau ông Omar al-Bashir của Sudan và ông Muammar Gaddafi của Libya.

## Luật Quốc tế
Từ quan điểm của luật pháp quốc tế, việc lưu đày trẻ vị thành niên bị coi là tội ác chống lại loài người:
- Theo "Công ước Geneva năm 1949 về bảo vệ thường dân trong thời chiến", những kẻ chiếm đóng không có quyền thay đổi tình trạng dân sự của trẻ em; [11]
- Nga cũng đã vi phạm Điều 7 của Công ước Liên Hợp Quốc về quyền của trẻ em, mà đảm bảo quyền của trẻ em được giữ tên và quyền công dân;[12]
- Điều II của Công ước năm 1948 về việc phòng ngừa và trừng phạt tội ác diệt chủng rằng "việc di chuyển trẻ em một cách cưỡng bức từ nhóm người này sang nhóm người khác" là một hành vi diệt chủng;[13]
- Nga đã phê chuẩn Công ước bảo vệ quyền con người và các quyền tự do cơ bản, theo đó "không ai bị trục xuất, cá nhân hoặc tập thể, từ lãnh thổ của một nước mà họ là công dân".[14]
- Ủy ban điều tra của Liên Hợp Quốc biểu thị đặc điểm việc trục xuất trẻ em Ukraina bởi các lực lượng Nga là một tội ác chiến tranh.[15]

Một số quốc gia đã chính thức công nhận các sự kiện đang diễn ra ở Ukraina là một cuộc diệt chủng do các lực lượng Nga gây ra. Danh sách các quốc gia này bao gồm Ukraina, Ba Lan, Estonia, Latvia, Canada, Litva, Cộng hòa Séc, Ireland.

## Phản ứng

### Nga
Người phát ngôn của Kremlin, Dmitry Peskov đã gọi lệnh bắt giữ là "xúc phạm và không thể chấp nhận được", và nói rằng Nga không công nhận thẩm quyền của ICC.
Bà Lvova-Belova, người cũng bị ra lệnh bắt giữ, trả lời báo chí một cách mỉa mai, theo RIA Novosti: "Thật tuyệt khi cộng đồng quốc tế đánh giá cao công việc giúp đỡ trẻ em của đất nước chúng tôi."
Ngày 20-3-2023, Nga cho biết,  “Ủy ban Điều tra Liên bang Nga đã mở điều tra một vụ án hình sự chống lại công tố viên Karim Ahmad Khan của ICC cùng các thẩm phán Tomoko Akane, Rosario Salvatore Aitala và Sergio Gerardo Ugalde Godinez Godinez” 

### Ukraina
Bộ trưởng Ngoại giao Ukraina Dmytro Kuleba ủng hộ quyết định của ICC, tweet: "Tội phạm quốc tế sẽ chịu trách nhiệm về việc đánh cắp trẻ em và các tội phạm quốc tế khác."

### Hoa Kỳ
Tổng thống Hoa Kỳ Joe Biden nói khi được BBC phỏng vấn nhanh, sau tin tức được loan ra “Tốt, tôi nghĩ điều đó hợp lý. Ông Putin rõ ràng đã phạm tội ác chiến tranh”.

### Trung Quốc
Phát ngôn viên Bộ Ngoại giao Trung Quốc Uông Văn Bân cho rằng, Tòa án Hình sự quốc tế (ICC) nên giữ lập trường khách quan và công bằng, tôn trọng quyền miễn trừ tài phán mà các nguyên thủ quốc gia được hưởng theo luật pháp quốc tế.

### Đức
Ngày 18-3-2023, Thủ tướng Olaf Scholz phát biểu tại cuộc họp báo chung với Thủ tướng Nhật Bản Fumio Kishida ở Tokyo:"ICC là cơ quan thích hợp để điều tra các tội ác chiến tranh. Thực tế là không ai đứng trên pháp luật và điều đó đang trở nên rõ ràng ngay bây giờ" 

### Ba Lan
Người phát ngôn Chính phủ Ba Lan Piotr Muller nói: "Đây là quyết định quan trọng của ICC, chỉ ra những tội ác chiến tranh do bộ máy của Nga gây ra. Ông Vladimir Putin đứng đầu bộ máy này và nên bị xét xử".

### Cộng hòa Séc
Ngoại trưởng Cộng hòa Czech Jan Lipavsky phản ứng: "Ông Putin chắc chắn phải chịu trách nhiệm về các tội ác chiến tranh và ông ta nên bị đưa ra xét xử vì tội tấn công (Ukraina). Tôi hoan nghênh quyết định của ICC".

### EU
Đại diện Liên minh châu Âu (EU) về chính sách đối ngoại và an ninh Josep Borrell bình luận: "Quyết định của ICC về phát lệnh bắt giữ ông Vladimir Putin là bước khởi đầu của quá trình chịu trách nhiệm. Chúng tôi đánh giá cao và hỗ trợ công việc của ICC. Không thể có sự miễn trừ hình phạt".

## Phân tích
- The New York Times cho rằng "khả năng của một phiên tòa trong khi ông Putin vẫn nắm quyền là rất mỏng manh" do Nga từ chối giao các quan chức của chính họ và tòa án không xử bị cáo vắng mặt.[30]
- Cựu Đại sứ Hoa Kỳ Stephen Rapp cho biết lệnh "biến Putin thành một người bị xua đuổi, không được chấp nhận. Nếu ông ta ra nước ngoài, ông ta có nguy cơ bị bắt giữ. Điều này không bao giờ biến mất."[31]
- Theo Giáo sư về Lịch sử tại Đại học Utrecht, IVA Vukusic, Putin "sẽ không thể đi du lịch nhiều ở bất cứ nơi nào khác nữa ngoài các quốc gia rõ ràng là đồng minh hoặc ít nhấtcó một chút liên kết với Nga".[3]